# Proton VPN
ProtonVPN是由瑞士公司Proton AG运营的VPN服务提供商，该公司最初以电子邮件服务ProtonMail起家。根据ProtonVPN的官方网站，ProtonVPN和ProtonMail拥有共同的管理团队、办公室和技术资源，并且在瑞士法的保护下在瑞士日内瓦的Proton公司总部运营。

## 公司
ProtonVPN和电子邮件服务ProtonMail旗下的公司Proton AG，獲得FONGIT（由瑞士联邦技术与创新委员会资助的非盈利基金会）和欧盟委員會的支持。Proton还与开源的Firefox Web浏览器的制造商Mozilla合作，为Firefox用户提供VPN服务。 

## 特征
截至2021年8月25日，ProtonVPN共有1315台服务器位于55个不同的国家/地区,提供了1539Gbps的流量。其中有161个免费节点（美国48个，荷兰96个，日本17个），其余是付费节点 所有服务器均由ProtonVPN通过公司的网络拥有和运营。 它的服务可用于Windows、MacOS、Android和iOS， 并且还具有用于Linux的命令工具。 
ProtonVPN使用OpenVPN （UDP / TCP）和IKEv2的协议，并使用AES-256加密。 该公司对用户连接数据实行严格的无日志记录政策，并且还防止DNS和WebRTC泄漏了用户的真实IP地址。ProtonVPN还包括Tor访问的支持和一个强制开关，以在VPN连接丢失时自动关闭互联网访问。 
2020年1月，ProtonVPN成为第一家在所有平台上发布其源代码并进行独立安全审核的VPN服务供应商。 ProtonVPN是唯一一个这样做的VPN服务供应商，尽管专家表示这是决定是否信任VPN服务的关键因素。

## 其他
在TechRadar 2019年9月的一项评估中，ProtonVPN获得了4.5星（满分5星）。这篇评论写道：“ProtonVPN的网络很小，我们在测试中遇到了一些性能问题。不过，网速总体上还是高于平均水平，应用程序设计精良，我们不得不为任何提供免费、无限带宽的真正VPN鼓掌。”2018年11月审查由同一TechRadar免费版作者总结说：“如果你可以忍受的选择只有三个地点，ProtonVPN是免费的计划是一个很好的选择，没有带宽限制，不错的速度，一个隐私政策你可以相信（可能）和客户端桌面和移动设备。它非常值得一试即使只是作为现有VPN服务的备份。“
2019年2月《PC Magazine》对ProtonVPN的评价为4分(满分5分)，称“当我们第一次评价ProtonVPN时它还是一个寻求扩张的年轻服务。它确实做到了，而且现在的服务肯定更好了。考虑到其严格的物理安全标准，目前还不清楚该公司是否能够扩大规模，与竞争对手相匹敌。但这是对未来的担忧。现在，ProtonVPN是一个卓越的服务，在一个无与伦比的价格范围。”
非营利组织PrivacyTools.io制定了一份全面的VPN供应商标准清单，以便客观地推荐VPN。截至2021年5月，只有五个VPN满足了这些标准。ProtonVPN是这五个推荐的VPN服务之一。